# Mykola Jankowskyj

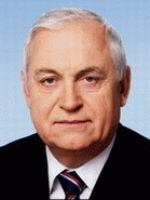
Jankowskyj in 2007

Mykola Andrijowytsch Jankowskyj (ukrainisch Микола Андрійович Янковський; * 12. August 1944 in Pokotylowe, Oblast Kirowohrad, Ukrainische SSR) ist ehemaliger ukrainischer Politiker und Industrieller. Er gilt als einer der wohlhabendsten Ukrainer.

## Universität
Mykola Jankowskyj schloss 1969 sein Studium als Chemieingenieur an der Staatlichen Ukrainischen Chemischtechnologischen Universität in Dnipropetrowsk ab. Von 1963 bis 1969 war er leitender Chemieingenieur für Ammoniak in der Chemiefabrik Dniprodserschynsk. Jankowskyj ist Doktor der Wirtschaftswissenschaften, Professor, Abteilungsleiter Advanced Management Technologies an der Staatlichen Universität für Management in Donezk. Er ist seit 1992 Mitglied der Akademie der Ingenieurwissenschaften der Ukraine und emeritierter Professor der Ukrainischen Staatlichen Universität für Chemische Technologie. Zudem ist er Ehrendoktor der staatlichen Akademie für technische Regulierung und Qualität in Odessa und Akademiker der International Academy of Standardization. Seit 1999 ist er der Leiter des Departements „New Technologies in Management“ an der Donetsk State University of Management.

## Veröffentlichungen
Jankowskyj ist Autor von mehr als 150 wissenschaftlichen Werken und Veröffentlichungen darunter 10 Monografien und Lehrbücher. Zu den Monografien gehören: „Modell der außenwirtschaftlichen Aktivität von Unternehmen aus der Chemieindustrie“ (1997), „Prognose über die Entwicklung eines großen Industriekomplexes: Theorie und Praxis“ (1999), „Verbesserung der Effizienz der außenwirtschaftlichen Aktivität eines großen Industriekomplexes“ (2000) und „Innovative und klassische Theorien zu Katastrophen und Wirtschaftskrisen“ (2010).

## Werdegang und Geschäftstätigkeiten
Nachdem Mykola Jankowskyj das chemische Produktionsgeschäft erlernt hatte, stieg er 1984 zum Direktor bei „Azot“ auf. 1987 wurde er Chefingenieur und 1988 Generaldirektor von OJSC Stirol. Unter seiner Führung expandierte die Firma und Stirol wurde zu einem der größten Produzenten von chemischen Produkten in Osteuropa. Bis Ende der 1990er Jahre konnte Jankowskyj die Kontrolle über Stirol gewinnen.
Während seiner Tätigkeit verantwortete er den Bau von zwei der zehn bestehenden ukrainischen Ammoniakanlagen und war an der Modernisierung bei drei weiteren beteiligt.
Vor dem Verkauf von OSJC Stirol bereitete Jankowskyj das Unternehmen auf einen Börsengang vor, der jedoch an den Unsicherheiten auf den Erdgasmärkten scheiterte.
Im Jahr 2010 wurde die Mehrheit der OSJC Stirol Aktien an die Ostchem Holdings verkauft. Gemäß der Kyiv Post war Mykola Jankowskyj 2010 einer der wohlhabendsten Ukrainer.

## Gesellschaftliches Engagement
Mykola Jankowskyj führte umweltfreundliche Produktionsverfahren bei OJSC „Stirol“ ein, was die Umweltauswirkungen erheblich reduzierte.
Des Weiteren unterstützte er die ukrainisch-orthodoxe Kirche und den Bau von Kirchen in Horliwka und anderen Städten der Ukraine.

## Politische Aktivitäten
Von 1994 bis 1998 war er Abgeordneter im Regionalrat von Donezk. Anschließend war er für vier Amtszeiten Mitglied im Ukrainischen Parlament.

## Familie
Jankowskyj ist mit Galina (* 1949) verheiratet. Aus der Ehe sind drei Kinder hervorgegangen.

## Auszeichnungen
- Der Titel Held der Ukraine mit der Verleihung des Staatsordens (22. Mai 2003): Die Auszeichnung wurde für hervorragende persönliche Verdienste für den ukrainischen Staat in Form von der Weiterentwicklung der chemischen Industrie und der Produktion von wettbewerbsfähigen inländischen Erzeugnissen verliehen.[14]
- Orden des Fürsten Jaroslaw des Weisen (Fünfte Klasse) (30. November 2012): Der Orden wird an Bürger für besondere Verdienste zu Ehren der Ukraine wie z. B. für die Stärkung des internationalen Ansehens der ukrainischen Wirtschaft und für herausragende gemeinnützige und humanistische Aktivitäten verliehen.[15] Für einen bedeutenden persönlichen Beitrag zur sozioökonomischen, wissenschaftlichen und technischen, kulturellen und pädagogischen Entwicklung des ukrainischen Staates, bedeutende Arbeitsleistungen und langjährige fleißige Arbeit[16]
- Ehrenzeichen des Präsidenten der Ukraine (7. Dezember 1994)[17]: Verliehen aufgrund von bedeutenden persönlichen Beiträgen in der Entwicklung und Herstellung von qualitativ hochwertigen Chemieprodukten und ihrer Anerkennung im globalen Markt.[18]
- Orden „Zeichen der Ehre“ (für den Bau einer Ammoniakproduktionsanlage im Jahr 1979)
- Orden der Ukrainisch-Orthodoxen Kirche (2008)
- Manager des Jahres (2006): "Investgazeta" und "Top 100" haben Jankowskyj zum Manager des Jahres in der Ukraine gewählt.[19]
- Ehrenurkunde des Präsidiums der Werchowna Rada der UdSSR (für den Bau der zweiten Ammoniakproduktionsanlage im Jahr 1985)[3]
- Orden des Heiligen Gleichen Apostels Prinz Wladimir (1. Grad 2008)
- Orden des Reverend Nestor der Chronist mit einem Moiré-Band (erster Grad für den Bau des Tempels des Christusbildes, nicht von Menschenhand geschaffen in Gorlovka 2008)
- Orden des Heiligen Apostels Andreas der Erste (2013)